# Bolesław Ignacy Sikorski
Bolesław Ignacy Sikorski (ur. 22 września 1884 w Wągrowcu, zm. 26 listopada 1940 w Gdyni) – polski prawnik, ekonomista i minister. 

## Przed II RP
Był synem Bolesława Sikorskiego i Heleny Średnickiej. W 1903 roku ukończył gimnazjum w Poznaniu; naukę kontynuował na uniwersytetach w Monachium (prawo, od 1903), Berlinie i Wrocławiu (kierunki: prawo i ekonomia polityczna). W 1907 roku, na Królewskim Uniwersytecie w Breslau, uzyskał stopień doktora. W wieku 23 lat rozpoczął pracę jako aplikant w sądach w Suhl, Magdeburgu i Naumburgu. W listopadzie 1912 roku, zdawszy egzamin sędziowski, Sikorski zatrudnił się jako sędzia pomocniczy berlińskiego sądu. Po wybuchu I wojny światowej zmienił obszar swojej działalności na kolejnictwo. W 1914 roku objął on stanowisko asesora w berlińskiej dyrekcji kolejowej, jednak już w następnym roku wyjechał do Halle, by pracować jako decernent aż do zakończenia wojny.

## Po I wojnie światowej
Po odzyskaniu przez Polskę niepodległości, Sikorski otrzymał nominację na szefa wydziału administracyjnego dyrekcji kolejowej w Poznaniu; zajmował też fotel w Radzie Kolejowej przy Naczelnej Władzy Plebiscytowej. Od 19 września 1921 do 7 lutego (formalnie 5 marca) następnego roku (w rządzie Antoniego Ponikowskiego) Bolesław Sikorski sprawował funkcję ministra kolei żelaznych. Ze względu na zły stan zdrowia polityka, od 7 lutego 1922 był urlopowany, a podczas jego nieobecności resortem kierował Julian Eberhardt. Po powrocie do formy, 13 czerwca 1922 roku Sikorski został pierwszym dyrektorem Śląskiej Dyrekcji Okręgowej Kolei Państwowych (opuścił tę posadę 15 września tego samego roku).
Były minister kandydował do Sejmu Rzeczypospolitej Polskiej I kadencji, będąc członkiem Chrześcijańsko-Narodowego Stronnictwa Pracy w 39. okręgu wyborczym (Katowice). W listopadzie 1922 Bolesław Sikorski został zaprzysiężony na posła, jednak 1 sierpnia 1924 roku, ponownie kierowany złym stanem zdrowia, złożył mandat.
Znana jest jedna pozycja książkowa wydana przez Sikorskiego (w 1923): Zagadnienia organizacyjne polskiej administracji państwowej.

## Ostatnie lata przed II wojną światową
W latach 1935–1938 Bolesław Sikorski był dyrektorem Związku Izb Rzemieślniczych RP. Powierzono mu również stanowisko prezesa zarządu Muzeum Rzemiosł i Sztuki Stosowanej, które piastował w 1939 roku przed wojną.
Zmarł 26 listopada 1940 w Gdyni, został pochowany na cmentarzu Witomińskim. 

## Odznaczenia
- Krzyż Komandorski Orderu Odrodzenia Polski (zarządzeniem prezydenta Ignacego Mościckiego)[11].